# Canon EOS 200D
Die Canon EOS 200D (in Japan EOS Kiss X9, in Nordamerika EOS Rebel SL2) ist eine digitale Spiegelreflexkamera des japanischen Herstellers Canon. Sie wurde Ende Juli 2017 in den Markt eingeführt.
Es wurden auch Gehäuse in den Farben weiß und silber hergestellt.
Sie wurde im April 2019 von der Canon EOS 250D abgelöst.

## Technische Merkmale
Die Kamera besitzt u. a. folgende technische Merkmale:
- APS-C-großer CMOS-Bildsensor mit 24 Megapixeln (6000 × 4000 Pixeln)
- Serienbildaufnahmen mit 5 Bildern/s
- Dreh- und schwenkbares rückwärtiges Touch-Display
- Videomodus:
  - 1080p HD 25p, 30p, 50p und 60p
  - 720p HD 25p, 30p, 50p und 60p
  - 480p ED 25p und 30p
- automatisches Sensorreinigungssystem
- kompatibel mit EF- und EF-S-Objektiven
- DIGIC-7-Bildprozessor
- Phasenvergleichs-Autofokus
- WLAN[2]

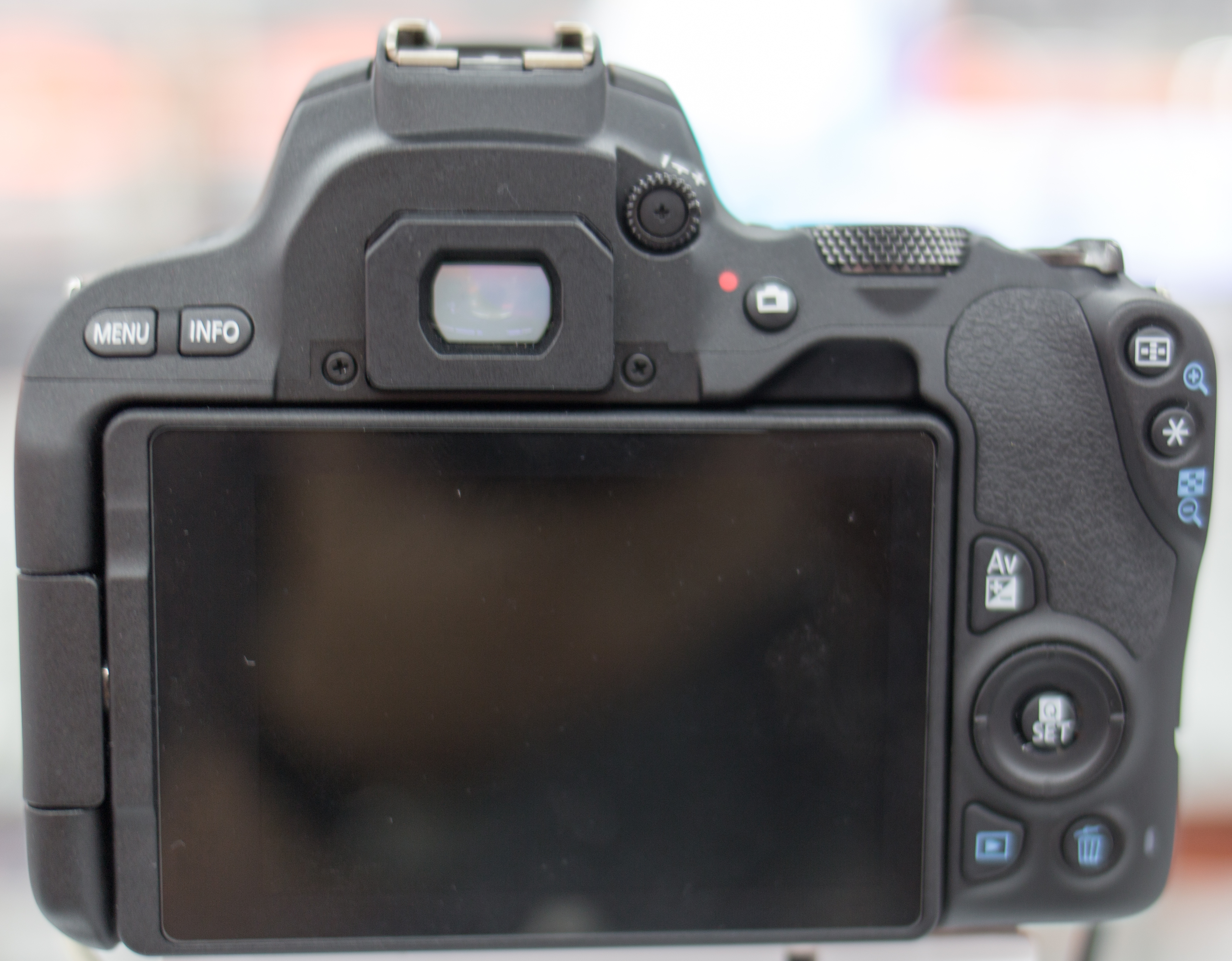
EOS 200D, Rückseite